# Linderödsåsen
Linderödsåsen är en urbergshorst och den största av åsarna i Skåne. Åsen är 15–30 kilometer bred och omkring 60 kilometer lång. Den sträcker sig från strax norr om Höör i sydöstlig riktning till Hanöbukten där den slutar med den i havet brant stupande bergskullen Stenshuvud. Åsens högst belägna triangelpunkt är Hallabjär på 194,6 meter över havet cirka 2 kilometer norr om Agusa men i området mellan Önneköp och Huaröd finns höjder på något över 200 meter över havet.

## Historik
Linderödsåsen utgjorde gräns mellan forna Kristianstads och Malmöhus län.
Linderödsåsen har fått sitt namn efter sockennamnet Linderöd vilket i sin tur innehåller linde (lindbestånd) och ryd (röjning). Åsen utgör i likhet med många av de andra skånska åsarna en geologisk gräns, den så kallade Tornquistzonen. Sydvästra sidan är mjukt sluttande medan nordöstra sidan har skarpare förkastningsbranter med många erosionsdalar, till exempel Forsakar vid Degeberga. På sluttningarna finns bok- och ekskogar medan det uppe på åsen finns mager och stenig mark med mossar, ljunghedar och granskogar.
Åsen genomskärs av E22.

## Natur

### Nationalpark
- Stenshuvud

### Naturreservat
| - Askebacken med Lyby stubbskottäng - Bjära - Boarps hed - Drakamöllan - Fjällmossen: Viggarum | - Friseboda - Forsakar - Fulltofta gård - Fulltofta-Häggenäs - Hjällen - Hörby fälad - Kumlan | - Liarumsdalen - Råby hällor - Sniberups fälad - Timan - Verkaån med Jären - Hörrödsåsen - Vitemölla strandbackar |